# Jan Joris Lamers
Jan Joris Lamers (Amsterdam, 25 maart 1942) is een Nederlands toneelspeler, toneelregisseur, scenograaf, graficus.
Jan Joris Lamers volgde aan de Amsterdamse Toneelschool van 1960 tot en met 1962 een acteursopleiding en een regieopleiding op dezelfde school van 1966 tot en met 1969. Tijdens en na zijn opleiding deed hij diverse binnen- en buitenlandse stages. Daarna gaf hij les en colleges aan de Amsterdamse Rijksnormaalschool voor tekenleraren (academieklas) en aan de Amsterdamse Rijksakademie. Lamers was betrokken bij de oprichting van verschillende toneelgezelschappen: Het Werkteater in 1969, Onafhankelijk Toneel in 1971, Maatschappij Discordia in 1981, Belgisch Nederlandsche Repertoirevereeniging de Veere in 1992 en het coöperatieve Dertien Rijen in 2006.

## Toneel

### opvoeringen
- 2005, (Maatschappij Discordia/Kaaitheater) brede collectie samengestelde teksten in de vorm van een monoloog (diverse auteurs)
- 2006, (Dertien Rijen/Toneelschuur) "Der narr und seine frau heuteabend in pancomedia" (Botho Strauss)

### regie/lessen
- 2005 (toneelklas Dora van der Groen) eindexamenvoorstelling antwerpse toneelschool.

### prijzen
- 2009 Oeuvre prijs voor zijn werk als scenograaf.[bron?]
- 2022 Frans Banninck Cocqpenning